# Faith (album de Faith Evans)
Pour les articles homonymes, voir Faith.
Albums de Faith Evans
Keep the Faith
(1998)
Singles
1. You Used to Love Me
Sortie : 13 juillet 1995
2. Soon as I Get Home
Sortie : 21 septembre 1995
3. Ain't Nobody
Sortie : 26 octobre 1995
4. Come Over
Sortie : 28 novembre 1995

Faith est le premier album studio de Faith Evans, sorti le 29 août 1995.
L'album s'est classé 2e au Top R&B/Hip-Hop Albums et 22e au Billboard 200 et a été certifié disque de platine par la Recording Industry Association of America (RIAA) le 19 mars 1996.
Les deux singles You Used to Love Me et Soon as I Get Home ont été certifiés disque d'or par la RIAA.

## Liste des titres
| No  | Titre | Auteur                                               | Contient un (des) sample(s) de | Durée |
| --- | --- | ---------------------------------------------------- | ------------------------------ | ----- |
| 1.  | Faith (Interlude) (Produit par Chucky Thompson)                                                                                     | Faith Evans                                          |                                | 0:41  |
| 2.  | No Other Love (Produit par Sean « Puffy » Combs)                                                                                    | Evans                                                | Walk on By d'Isaac Hayes       | 4:24  |
| 3.  | Fallin' in Love (Produit par Jean-Claude Olivier, Timothy Riley et Sean « Puffy » Combs)                                            | Evans, Mary J. Blige, LaTonya Blige, Gordon Chambers | Remind Me de Patrice Rushen    | 4:33  |
| 4.  | Ain't Nobody (Produit par Sean « Puffy » Combs et Chucky Thompson)                                                                  | Evans, Combs, Thompson                               |                                | 5:13  |
| 5.  | You Are My Joy (Interlude) (Produit par Chucky Thompson)                                                                            | Evans                                                |                                | 1:08  |
| 6.  | Love Don't Live Here Anymore (featuring Mary J. Blige – Produit par Prince Charles Alexander, Sean « Puffy » Combs et Mark Ledford) | Miles Gregory                                        |                                | 4:15  |
| 7.  | Come Over (Produit par Sean « Puffy » Combs et Chucky Thompson)                                                                     | Evans, Floyd Howard                                  |                                | 5:35  |
| 8.  | Soon as I Get Home (Produit par Sean « Puffy » Combs et Chucky Thompson)                                                            | Evans, Combs                                         |                                | 5:24  |
| 9.  | All This Love (Produit par Sean « Puffy » Combs et Chucky Thompson)                                                                 | Evans                                                |                                | 6:02  |
| 10. | Thank You Lord (Interlude) (Produit par Faith Evans)                                                                                | Evans                                                |                                | 0:55  |
| 11. | You Used to Love Me (Produit par Sean « Puffy » Combs et Chucky Thompson)                                                           | Evans                                                |                                | 4:28  |
| 12. | Give It to Me (Produit par Sean « Puffy » Combs et Chucky Thompson)                                                                 | Evans                                                | In the Mood de Tyrone Davis    | 4:35  |
| 13. | You Don't Understand (Produit par Sean « Puffy » Combs et Chucky Thompson)                                                          | Evans                                                |                                | 5:01  |
| 14. | Don't Be Afraid (Produit par Herb Middleton)                                                                                        | Evans, LaTrice Shaw                                  |                                | 4:55  |

| 15. | Reasons (Produit par Sean « Puffy » Combs et Chucky Thompson) | Evans | 5:01 |